# 英語教育
英語教育（えいごきょういく）は、英語に関する教育活動・内容の総称。

## 理論及び実践

### 英語教育における2つの理論的立場
英語教育（法）に相当する英語には、(T)ESL と (T)EFL がある。
- (T)ESL は 「(Teaching) English as a Second Language」（第二言語としての英語）
- (T)EFL は 「(Teaching) English as a Foreign Language」（外語としての英語）

の略称である。
「English as a second language」には、次の2つの意味がある。
- 母語に対する第二言語としての英語
- 英語が広く使用されている環境における第二言語としての英語

「English as a foreign language」は、後者の意味に対して
- 英語以外の言語が広く使用されている環境における第二言語としての英語

という意味を持つ（英語が公用語であるかどうかは無関係である）。
上記表記における T (Teaching) が表記されない場合には、学生側から見て「受講する英語のクラス」という意味合いになる場合がある。
なお、類似した用語にTESOL（英: Teaching English to Speakers of Other Languages）がある。TESOLは、英語教育に関する世界最大の学会の名称であると同時に TESL と同じく英語教育という分野の総称として使用される。このほかに欧州では「ELT（English Language Teaching)」という用語も広く使われている。

### 代表的な指導法

#### 伝統的な指導法
英語教育における伝統的な指導法は、行動主義を応用したもので、次のような手順が用いられる。
模倣
教える側は正しい文の模範（英文法）を提示し、学ぶ側はそれを復唱する。
代入
教師は新たな単語を生徒に提示し、生徒はそれを用いて同じ構造の文章を作ってみる。

#### AL法
AL法（オーディオリンガル法、英: audio-lingual method）は、ミシガン大学のチャールズ・カーペンター・フリーズらによって考案された、言語指導で用いられる教授法の1つ。日本においては、オーラル・アプローチと呼称されることが多い。「外国語は口頭練習から始める」という行動主義に基づいた方法論（いわゆるダイレクト・メソッド）であり、特定の生活習性は「習慣強化」（オペラント条件づけ）を通じて獲得されると考える。よって正しい習慣が形成されてくれば肯定的な評価が、間違った習慣が形成されてくれば否定的な評価が、それぞれ下される。
AL法では、先述のような明示的な文法の解説は行われず、パターン・プラクティスと呼ばれる特定の文構造の練習が行われる。単純に「型」（パターン）の記憶という方法が用いられ、それを自動的に用いることができるようになるまで続けられる。この方法では、授業は一定の反復練習に基づいて行われ、学習者が自分から自由に新しい言語パタンを生成するような機会は方法論的に忌避される。教師は言語ルールに基づいた特定の反応を期待しており、生徒が否定的な評価を受ける結果をもたらしてしまうような働きかけは行わない。提供される情報・発信される情報ともに制限される意味で、AL法は教師中心的な指導方法である。しかし、それゆえに教師も生徒も何が期待されているのか容易に理解できる利点を持ち、未だAL法を好む者がいるのも事実である。
AL法は、3つの歴史的な事情の所産である。言語観の面では、「サピア＝ウォーフの仮説」で知られるエドワード・サピアやレナード・ブルームフィールドといったアメリカ構造主義言語学者による研究に端を発している。20世紀初頭における米国の構造言語学派の主要な関心は、すべてのアメリカ英語を詳細にわたって記述することであった。しかしながら、アメリカ英語の理論的な記述を行えるだけの能力を持った英語教師の不足により、言語学者は観察に頼るしかなかった。同様の理由で、口語への関心か高まっていく。同じ時代、行動主義心理学者のバラス・スキナーにより、言語を含むすべての行動は反復活動や肯定/否定的評価を通じて学習されていく、という考え方が確立されてきた。そしてAL法の誕生を可能とした第3の要素は、第二次世界大戦の勃発である。大戦が始まったことで、世界中にアメリカ軍人を配置する必要が生じたため、少なくとも基本的な会話能力を彼らに身につけさせねばならなかったのである。新たな方法は、当時の主流であった科学的な方法論、つまり観察と反復に頼らざるをえなかったし、実際それは見事に教育に適していたのである。軍隊の影響により、AL法の初期の形態は、「陸軍方式」（ASTP）として知られるようになったのである。
なお1960年代以降、AL法は効果的な言語指導理論としての価値を疑われるようになった。このことは、1950年代にノーム・チョムスキーなどの言語学者が、アメリカ構造主義言語学の限界、また言語学習における行動主義心理学の妥当性の問題を指摘したことに由来する。以降、AL法の利用場面は教室活動から個人指導へと変化したが、先述の教師中心的な利点から、現在でもこの授業方式は続けられている。

#### CLT
日本語ではそのままコミュニカティブ・ランゲージ・ティーチングと言われることが多く、「コミュニケーションのための言語教育」という意味を含んでいる。言語を手段として用いた相互作用、言語を学ぶための相互作用、そのどちらにも力点を置く第二言語や外国語教育のための手法。「外国語教育のためのコミュニカティブ・アプローチ」、または単に「コミュニカティブ・アプローチ」と言われることもある。
CLTは「概念・機能シラバス」の進化版として位置づけられている。生徒が多様な場面状況における目標言語を用いることができるかに力点が置かれ、「言葉の働き」の学習にも焦点が当てられる。AL法とは異なり、その主たる目標は、完璧な文法構造の習得や母語話者の発音の模倣などではなく、学習者自身が意味を生成していくことを支援することにある。学習の成功は、学習者がコミュニケーション能力をどれだけ高めていくかにかかっている。「コミュニケーション能力」とは、簡単に言えば、言語における形式的・社会言語学的側面の両方に関する知識と、コミュニケーションをはかるための十分な技量を、結びつけるための能力のことである。
CLTは、詳細に定義された教室における実践を伴った教授法ではなく、教授のためのより広範な手法と見なされることが多い。よって、一般的な原則や特色の一覧として定義されることが通常である。この中で、デイビット・ヌナンが作成した5つの特色がもっとも知られている。
- 目標言語を用いた交流を通じたコミュニケーションの学習を重視する。
- 学習場面の中に正しい文章を導入していく。
- 言語だけでなく学習過程にも焦点を当てる機会を用意する。
- 教室での学習に寄与する重要な要素として学習者自身の個人的な経験を向上させる。
- 教室内の言語学習と教室外の言語活動を関連付ける。

これらの5つの特色から、CLTの実践家たちが「教室内の学習される言葉」と「教室外での使用される言葉」の関連性だけでなく、学習者の必要性や要望に対しても、関心を抱いていることが窺える。このような緩い定義の下で、生徒が実際の場面状況でコミュニケーション能力を育んでいくことを支援するあらゆる教育実践は、好ましく有益な指導形態であるとされる。よって実際の教室では、CLTは、学習同士の交渉や協働を必要とするペア活動や集団活動、自信を養うための流暢さに重きを置いた活動、言葉の働きを学習する役割演技（ロール・プレイ）などを行うと同時に、活動の中で文法や発音の思慮深い使用も学んでいく。
CLTでは、教師が生徒の言っていることを理解できれば、それは素晴らしい会話であったとしてしまうことを問題と考える。例えば、生徒が第1言語の影響から間違えたとすれば、同じ地域出身の教師がそれを理解できても、目標言語を学ぶ周りの生徒がその間違いを間違いとして理解できないという状況が生じかねない。これはCLTで留意すべき問題である。この問題を解消するCLTにおいては、目標言語を学ぶ教室の生徒たちが理解できるものだけを、教師も最初は理解するように振舞い、状況に応じて対応していくような模擬の場であるべきである。これがCLTに投げかけられる課題の1つである。

#### その他
オーラルメソッド、コミュニカティブアプローチ、サジェストペディアなど。詳しくは語学教授法を参照。
英語教育のゲーム化に関する研究のメタアナリシスでは、英単語学習のゲーム化が学習効果を向上させることが明らかになった。
毎日新聞によると、文法英語を教えるよりも、日常会話英語を教える方がいいそうである。 ちなみに、DeepLやGoogleなどの自動翻訳は便利なので、英語教育に多額のお金をかけるのが正しいのか疑問に思う要因になる。

## 各国の学校教育

### 韓国の学校教育
韓国では1981年から小学4年生以上の「特別活動」の授業で各学校の裁量で英語教育が実施された。1994年にWTOに加盟したことを契機に、1995年に校長の裁量で選択教科として英語を開設できるようになった。1997年には小学3年生以上に対して必修教科として英語を段階的に導入した。

### 台湾の学校教育
台湾では1945年には中等教育で英語が必修科目とされていた。2001年には小学5年生以上での英語教育が必修化され、さらに2005年には小学3年生から英語教育が必修化された。

### 中国の学校教育
1949年の中華人民共和国の建国当初の教育制度はソ連をモデルとしていたため外国語教育はロシア語が主流で、英語は選択的に学習する外国語にすぎなかった。その後、中国とソ連が距離を置くようになると1963年の「全日制中学英語教学大綱(草案)」や1964年の「外国語教育7年計画綱要」で外国語教育における第1外国語は英語とされロシア語の授業は縮減された。しかし、1966年からの文化大革命により学校教育の英語課程もほぼ停止状態となり7年計画も頓挫した。
外国語教育は1978年の改革開放政策により再開し、1978年に「全日制十年制中小学教学計画(試行草案)」が発布された。

### デンマークの学校教育
デンマークでは教育費が無料だが、大学ではデンマーク語ではなく、英語の授業ばかりになっている。デンマーク国内でさえデンマーク語の重要性の低下していること、デンマーク国民の税金で無償教育した子供達が国外へどんどん出ていってデンマーク国内に残らないことが問題になっている。2018年にデンマーク教育担当相は、「他の国のために国民へ教育を行うことはできない」と大学側に英語での授業を減らすように求めた。8つの内6つは要求を受け入れた。

### 日本の学校教育
日本においては、中学校・高等学校の6年間、さらに、大学・短期大学・専門学校などにおいても英語の授業が課されることが多いため、一義的にはこうした公教育機関における英語の教授を指す。しかし、この他に、小学校やそれ以前の段階における早期教育としての英語（児童英語）、高校受験・大学受験などを対象とする受験英語、英検・TOEIC・TOEFLなどの英語検定対策、さらには年代を問わず趣味から各種専門分野にまで及ぶ英会話、など関連する分野は多彩であり、日本国内において広範なマーケットを形成している。
英語教育に関する研究分野は「英語教育学」と呼ばれ、教育学（教科教育学）の一分野として位置づけられる。また、多言語の外国語教育とまとめて「外国語教育学」と呼ばれることもある。

#### 歴史
大阪の適塾で確立されたオランダ語教授法は、その後の英語学習教育のメソッドとして継承されたという指摘もある。
開国に伴い、学者の研究対象も「蘭学」から、英学などを含む幅広い「洋学」へシフトして行った。江戸幕府の洋学教育研究機関として「洋書調所」、その後継となる「開成所」が設置され、後述の森有礼らが学んだ。
アメリカ人のラナルド・マクドナルド（1824年 - 1894年）は、日本初の母語話者の英語教師といわれる。
1873年には、官立外国語学校の一番手として旧東京外国語学校（現・東京外国語大学）が設立された。同年には長崎に、漢学と英語の両方を学べる私学「瓊林学館」も開設された。
1886年の第一次「小学校令」期（森文政期）には、英語教育が推進された。森有礼は、国語外国語化論も唱えた。このような極端な欧化主義は右派の反感を買い、のちに森は暗殺されることになる。森の死後は急進的な英語教育は縮小され、小学校における外国語教育は高等小学校（現在の小学校高学年～中学校にあたる）のみに限定されることになったという。
一方、皇族や上流階級の子弟が通う学習院では初等科より英語教育が行われていたが、乃木院長時代の1912年（明治45年）に一度廃止。1922年（大正11年）に英国婦人教師の手により復活するも、1938年（昭和13年）に再度廃止するなど時局に振り回されていた。
1924年の排日移民法施行にともない、反米感情も含め、英語存廃論が世論に出た。
1950年9月には、日本英語教育協会（2009年に日本英語検定協会と合併して解散）が設立された。
2011年度から小学5・6年生で英語が必修化した。文部科学省は小4以下での必修化も検討している。

#### 英語教育議論に関する課題
小学校での英語学習の導入、高等学校で英語による授業を原則とする学習指導要領の記述など、英語教育に関する議論は他の教科以上に話題となりやすい。これには、英語教育が教育産業の分野で大きなマーケットを形成するほどの関心の高さが関係していると思われる。学校教育における英語の学習時間の拡張や、会話重視・文法軽視の学習内容など、学習指導要領に影響を及ぼすものもあるが、英語教育の専門家から批判を受ける場合も多い。また、こうした事態を「英語教育熱」とよび、冷静な議論を呼びかける専門家もいる。また、近年では、英語教育という営み自体が、学習者に英語一辺倒の価値観を押し付けるという問題意識から、批判的応用言語学など従来の英語教育に隣接する学問分野とは異なる知見を織り交ぜようとする動きもある。

#### 教員養成に関する課題
原則的に、日本の学校で英語教育を行う場合、小学校・中学校「外国語 (英語)」・高等学校「外国語 (英語)」の免許が必要となる。

##### 小学校
小学校の教員免許状取得のための単位を修得する必要がある。小学校教員を参照。
他の小学校の教科のように、免許取得条件に専門科目としての英語の履修は記載されていないが、一般教養科目における英語の単位修得が義務付けられている。また、教員免許取得の条件に一種免許は大学卒業、二種免許は短期大学卒業（もしくは大学に2年以上在学して62単位以上修得し、かつ必要単位を修得）が含まれており、そのためには第二外国語の履修が必須というケースが非常に多いので、免許取得時点で何らかの英語以外の語学についても履修する必要がある場合がほとんどである。

##### 中学校・高等学校
日本で中学校および高等学校「外国語 (英語)」の教職免許を取得する際には、教育職員免許法施行規則第四条および第五条に基づき、次の内容を含む科目について規定数以上の単位を修得する必要がある。中学校・高等学校「外国語 (英語)」の教員免許は教員養成系や文学・語学系の多くの大学（通信教育を含む）で取得可能である。
- 英語学 - 英語を対象とした言語学。
- 英米文学（英文学） - 英語圏で書かれた文学作品およびその研究分野。
- 英語コミュニケーション - 英会話も参照。
- 国際理解教育

このほかに、第六条第四欄に規定されている「各教科の指導法」として、「英語」の指導法（英語科教育法などと呼ばれる。基本的には、英語教育学を含む）の単位を修得する必要がある。
なお、2007年度（平成19年度）の文部科学省の調査によると、英検準1級以上、TOEIC730点以上、TOEFL550点以上を取得している英語教員の割合は、中学では全体のわずか26.6％、高校でも50.6％だった。また中学3年生で英検3級以上の英語力があるのは全体の33.7％、高校3年生で英検準2級以上なのは27.8％だった。